# 23988 Maungakiekie
(23988) Maungakiekie (1999 RB) is een planetoïde in de planetoïdengordel ontdekt op 2 september 1999 door de Brit Ian P. Griffin.
Maungakiekie of "One Tree Hill" is een vulkaankegel in Auckland, de stad waar de planetoïde werd ontdekt. Maunga betekent in het Maori "heuvel", een kiekie is een "sterke klimplant".